# Renzo Trivelli
Renzo Trivelli (Livorno, 3 maggio 1925 – Roma, 30 novembre 2015) è stato un politico italiano, esponente del Partito Comunista Italiano e del Partito Democratico della Sinistra e parlamentare europeo.
Nel 1956 succede a Enrico Berlinguer alla guida della Federazione Giovanile Comunista Italiana, carica che manterrà fino al 1960.
È stato eletto alle elezioni europee del 1984, e poi riconfermato nel 1989, per le liste del PCI. È stato vicepresidente della Delegazione per le relazioni con l'Ungheria, membro della Commissione per lo sviluppo e la cooperazione, della Delegazione per le relazioni con i paesi membri dell'ASEAN e dell'Organizzazione interparlamentare dell'ASEAN (AIPO), della Commissione per gli affari esteri e la sicurezza, della Delegazione alla Commissione parlamentare mista UE-Turchia.